# Alvin a Chipmunkové (filmová série)
Alvin a Chipmunkové (anglicky Alvin and the Chipmunks) je filmová série, kterou vydala společnost 20th Century Fox. Série zahrnuje doposud 4 vydané filmy: Alvin a Chipmunkové (2007), Alvin a Chipmunkové 2 (2009), Alvin a Chipmunkové 3 (2012) a Alvin a Chipmunkové: Čiperná jízda (2015).

## Obsazení
| Jason Lee          | Dave Seville |
| David Cross        | Ian Hawke    |
| Cameron Richardson | Claire       |

## Filmy
- Alvin a Chipmunkové (2007)
- Alvin a Chipmunkové 2 (2009)
- Alvin a Chipmunkové 3 (2011)
- Alvin a Chipmunkové: Čiperná jízda (2015)